# Колывагин, Виктор Александрович
Ви́ктор Алекса́ндрович Колыва́гин (род. 11 марта 1955) — советский и российский математик, специалист в области эйлеровых систем, работы которого привели к прорыву в работе над гипотезой Бёрча — Свиннертон-Дайера, круговых полей, алгебраической теории чисел и арифметической алгебраической геометрии.

## Биография
В 1981 году получил звание доктора физико-математических наук, защитив диссертацию в МГУ, научный руководитель — Ю. И. Манин.
В дальнейшем работал в математическом институте имени В. А. Стеклова.
В 1994—2002 годах — переезд в Америку, работа в Университете Джонса Хопкинса.
С 2002 года — работа в Городском университете Нью-Йорка.
Работа «Исследования по теории диофантовых уравнений» была включена в список лучших Российской академии наук за 1998 год.

## Награды
Золотая медаль имени П. Л. Чебышёва (1990)